# 아카이가와역
아카이가와역(일본어: 赤井川駅 아카이가와에키[*])은 일본 홋카이도 가야베 군 모리정에 있는 홋카이도 여객철도 하코다테 본선의 철도역이다.

## 역 구조
2면 2선의 승강장이 있는 지상역으로, 단선식 승강장 두 개가 나란히 있는 형태이다. 양 승강장은 중간 쯤에 위치한 구내 건널목으로 연결되어 있다. 열차는 기본적으로 역사 방향의 1번 승강장에서 발착하나, 대피 등이 이루어질 때에는 2번 승강장에서 발착하는 경우도 있다. 오누마 역에서 관리하는 무인역으로, 야간 연락처는 모리 역으로 되어있다.

### 승강장
| 1 · 2 | ■ 하코다테 본선 | 오샤만베 · 고료카쿠 · 하코다테 방면 |

## 역 주변
- 모리 정립 아카이가와 초등학교
- 오누마 레이크 골프 클럽

## 역사
- 1904년 10월 15일 - 홋카이도 철도의 일반역으로 개업.
- 1907년 7월 1일 - 홋카이도 철도 국유화.
- 1960년 5월 25일 - 화물 취급 폐지.
- 1972년 4월 5일 - 수하물 취급 폐지. 동시에 무인화.
- 1987년 4월 1일 - 일본국유철도 분할 민영화로 홋카이도 여객철도가 계승.
- 2007년 10월 - 역 번호 부여. H66.

## 인접한 역
| 홋카이도 여객철도 하코다테 본선 | 홋카이도 여객철도 하코다테 본선 | 홋카이도 여객철도 하코다테 본선 |
| ------------------------------- | ------------------------------- | ------------------------------- |
| H67 오누마코엔 하코다테 방면    | ■ 하코다테 본선                 | H65 고마가타케 오샤만베 방면    |